# لوثر داي
لوثر داي (بالإنجليزية: Luther Day) هو محامي وقاضي وسياسي أمريكي، ولد في 9 يوليو 1813 في مقاطعة واشنطن في الولايات المتحدة، وتوفي في 8 مارس 1885 في رافينا في الولايات المتحدة. حزبياً، نشط في الحزب الجمهوري. وقد انتخب Supreme Court of Ohio ‏.